# Nigel Marven
Nigel Marven, född 27 november 1960, är en brittisk naturfilmare och TV-producent.